# The Washington Post March
The Washington Post March è una marcia patriottica in sei ottavi, composta da John Philip Sousa nel 1889. La marcia è divenuta talmente famosa che è stata usata molte volte all'interno di film, telefilm e cartoni animati, in particolare statunitensi.